# MiNo
MiNo（みの、本名および旧芸名：石山 実乃（いしやま みの）、1990年4月26日 - ）は、日本の元タレント、元歌手である。山梨県出身。元所属事務所はハーキュリーズ。

## 来歴・人物
活性水素水製造販売業者VanaH社長の石山久男の娘で、同社のCMや、同社の枠買い取りの冠番組に出演していた。
雑誌『non-no』のモデルもしていた。
好きな色：ピンク
現在は芸能活動を休止しているが東海地区では未だに宮地佑紀生のような根強い人気があり、復帰を望む声が溢れている。

## 楽曲
- Forever Love
- 愛・夢の彼方に
- agein
  - 記憶のぬくもり（2012年11月21日、キングレコード）

## 出演

### ラジオ番組
- MiNoKoBo!〜MiNoっちゃお!KoBoっちゃえ!（CBCラジオローカル、2009年10月5日 - 2011年4月25日 ）
- MiNoの幸せ時間（CBCラジオ他全国ネット、2009年2月1日 - 2014年9月28日）
- MiNo Step by Step（FM NACK5、2014年4月1日 - 2016年9月27日、火曜23:30 - 24:00）

### テレビ・ラジオCM
- 天然水素水 VanaH

単独出演またはチェ・ジウと共演。

### テレビドラマ
- マイ・ウェイ（2009年、CBCテレビ）[1]
- ゆりかご（2009年、九州朝日放送）
- 青空プロデュース（2010年、CBCテレビ）[2]
- メイクアップ! (2010年、CBCテレビ)
- 毒姫とわたし（2011年、東海テレビ） - 綾部若子 役
- 月曜ゴールデン 十津川警部シリーズ52（2014年、TBS） - 岡部幸子 役
- だから荒野（2015年、NHKBSプレミアム）[3]